# Sainte-Suzanne (Reunion)
Sainte-Suzanne – miasto w Reunionie (departament zamorski Francji). Według danych INSEE w 2019 roku liczyło 24 292 mieszkańców. Założone w 1667 roku przez Étienne'a Régnaulta.